# Styphnolobium conzattii
Styphnolobium conzattii là một loài thực vật có hoa trong họ Đậu. Loài này được (Standl.) M. Sousa & Rudd miêu tả khoa học đầu tiên năm 1990.